# Foxboro Stadium
Das Foxboro Stadium war ein von 1971 bis 2002 bestehendes American-Football-Stadion in der US-amerikanischen Stadt Foxborough im Bundesstaat Massachusetts. Der Hauptnutzer waren die New England Patriots, eine Mannschaft der National Football League (NFL). Aber auch Fußballspiele, Konzerte und andere Veranstaltungen wurden in der Sportstätte ausgetragen. Ersetzt wurde die Arena durch das im September 2002 in unmittelbarer Nähe eröffnete Gillette Stadium.

## Geschichte
Bei Gründung der Boston Patriots verfügte das AFL-Franchise über keine vertraglich gebundene Spielstätte. Die Suche nach einem Stadion in Boston gestaltete sich schwierig. So spielte die Mannschaft zwischen 1960 und 1971 in vier verschiedenen Stadien.
Der Bau eines eigenen Football-Stadions begann am 23. September 1970 und die Eröffnung wurde nach nicht mal einem Jahr am 15. August 1971. Der Stadionbau kostete 7,1 Mio. US-Dollar. Die neue Heimat der Patriots erhielt den Namen Schaefer Stadium nach dem Sponsor F. & M. Schaefer Brewing Company, die hierfür 150.000 US-Dollar zahlten. Dies war einer der ersten Namenssponsorenverträge in den USA.
Anfänglich gab es Probleme. So standen die Besucher auf dem Weg zu Vorbereitungsspielen auf der Route 1 im Stau und die sanitären Anlagen funktionierten nicht richtig. Die Toiletten und Waschbecken liefen über. Wenige Wochen vor dem ersten Saisonspiel gegen die Oakland Raiders wurde das Stadion vom Gesundheitsamt deshalb geschlossen. Patriots-Besitzer Sullivan rief einen Krisenstab zusammen. Um dem Amt zu beweisen, dass dieses Problem nicht mehr auftauchen werde, verteilten sich Mitarbeiter der Patriots, Stadionangestellte, Journalisten und Sullivan selbst in den Toilettenräumen des Stadions. Auf das Signal der Stadion-Sirene spülte man so viele Toiletten wie möglich, um den Extremfall bei Veranstaltungen zu simulieren.
Bis 1983 lief der Vertrag mit der Brauerei Schaefer Brewing Company über den Stadionnamen. Danach übernahm die Brauerei Anheuser-Busch den Vertrag. Anheuser-Busch gab dem Stadion aber keinen Sponsorennamen. Es bekam den Namen Sullivan Stadium nach der Besitzer-Familie der New England Patriots. 1988 verkaufte die Familie Sullivan nach Fehlinvestitionen und Verlusten die Patriots an Victor Kiam. Das Stadion wurde von Robert Kraft und seinem Geschäftspartner Steve Karp erworben. Die Spielstätte erhielt den Namen Foxboro Stadium.
Das Stadion wurde damals ohne großen Komfort und Ausstattung errichtet, da es keine Zuschüsse von der Stadt Foxborough oder des Bundesstaates Massachusetts gab. Die Zuschauer mussten auf Bänken ohne Rücklehne statt auf Einzel-Sitzen Platz nehmen. Es fehlten Luxus-Logen, die für die Vereine eine wichtige Einnahmequelle darstellen. Mit rund 60.000 Plätzen war es Ende der 1990er Jahre auch eines der kleinsten Stadien der NFL. Nach der NFL-Saison 2001 wurde das Stadion am 19. Januar 2002 geschlossen. Im Frühjahr des Jahres folgte der Abriss.
Der Nachfolgebau, das Gillette Stadium, wurde nur rund 200 bis 300 Meter vom alten Standort entfernt errichtet. Zunächst waren auf dem alten Stadiongelände Parkplätze angelegt. Im Herbst 2007 wurde dort der erste Abschnitt des Einkaufszentrums Patriot Place eröffnet. Zwei Jahre später kam u. a. ein 4-Sterne-Hotel hinzu.

## Sonstige Veranstaltungen
Neben den Spielen der New England Patriots nutzte die Fußballmannschaft der New England Revolution (MLS) von 1996 bis 2001 das Foxboro Stadium. Schon von 1978 bis 1980 war die Anlage Schauplatz von Fußballspielen. Die New England Tea Men trugen zwei Jahre ihre Spiele der North American Soccer League (NASL) in Foxborough aus. Das Stadion der Patriots war zudem einer der neun Austragungsorte der Fußball-Weltmeisterschaft 1994 und Spielort der Fußball-Weltmeisterschaft der Frauen 1999. Die Endspiele 1996 und 1999 um den MLS Cup wurden im Foxboro ausgetragen. Die Großveranstaltung King of the Ring der WWF war 1985 und 1986 im Stadion zu Gast.
Das Stadion war häufig Austragungsort von Konzerten. Im Jahr 1988 machte das Festival Monsters of Rock am 12. Juni Station in Foxborough. Es traten u. a. Van Halen, die Scorpions, Dokken und Metallica auf.
Des Weiteren waren folgende Künstler und Gruppen zu Gast im Foxboro Stadium.
- Simon & Garfunkel, Paul McCartney, Elton John, Billy Joel, David Bowie, die New Kids on the Block, The Police, Aerosmith, Pink Floyd, U2, Rage Against the Machine, George Strait, Madonna, Level 42, Sting, die Dave Matthews Band, The Rolling Stones, Bob Dylan, Grateful Dead, Guns N’ Roses, Faith No More, Korn, Kid Rock, Powerman 5000, System of a Down, The Who, Genesis, *NSYNC, Sisqó, P!nk[2][3][4]

## Spiele der Fußball-WM 1994 in Foxborough

### Gruppenspiele
- 21. Juni 1994, Gruppe D:  Argentinien –  Griechenland 4:0 (2:0)
- 23. Juni 1994, Gruppe C:  Südkorea –  Bolivien 0:0
- 25. Juni 1994, Gruppe D:  Argentinien –  Nigeria 2:1 (2:1)
- 01. Juli 1994, Gruppe D:  Griechenland –  Nigeria 0:2 (0:1)

### Achtelfinale
- 05. Juli 1994:  Nigeria –  Italien 1:2 n. V. (1:1, 1:0)

### Viertelfinale
- 09. Juli 1994:  Italien –  Spanien 2:1 (1:0)

## Spiele der Frauenfußball-WM 1999 in Foxborough

### Gruppenspiele
- 20. Juni 1999, Gruppe D:  Australien –  Ghana 1:1 (0:0)
- 20. Juni 1999, Gruppe C:  Norwegen –  Russland 2:1 (1:0)
- 27. Juni 1999, Gruppe A:  Vereinigte Staaten –  Nordkorea 3:0 (0:0)
- 27. Juni 1999, Gruppe B:  Mexiko –  Italien 0:2 (0:1)

### Halbfinale
- 04. Juli 1999:  Norwegen –  Volksrepublik China 0:5 (0:2)